# Chaeropus
Chaeropus — рід дрібних ссавців, які вимерли протягом двадцятого століття. Це були унікальні сумчасті з надзвичайно тонкими ногами, але які вміли швидко пересуватися. Два історичні види населяли густу рослинність у посушливих і напівпосушливих рівнинах Австралії. Аборигени повідомляли, що C. yirratji вижили в 1950-х роках у пустелі Гібсона та Великій піщаній пустелі. Викопний вид C. baynesi був описаний з пізнього пліоцену—раннього плейстоцену (2,47—2,92 млн років) на південному заході Нового Південного Уельсу.